# Braye-sur-Maulne

Braye-sur-Maulne este o comună în departamentul Indre-et-Loire, Franța. În 1 ianuarie 2022 avea o populație de 201 de locuitori.